# Hilara seriata
Hilara seriata är en tvåvingeart som beskrevs av Friedrich Hermann Loew 1864. Hilara seriata ingår i släktet Hilara och familjen dansflugor. Inga underarter finns listade i Catalogue of Life.